# Enrico Bagnoli (scenografo)

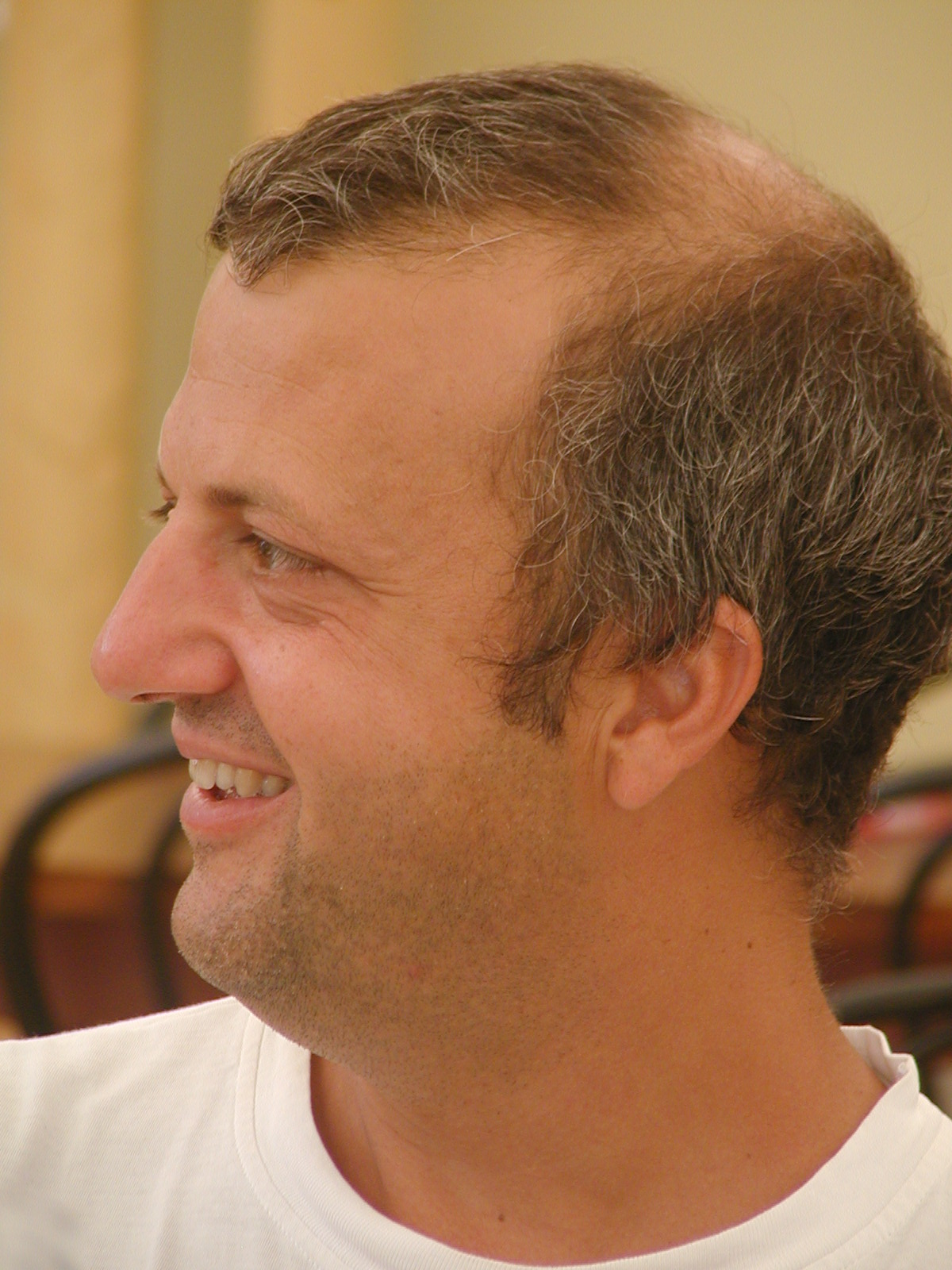
Enrico Bagnoli

Enrico Bagnoli (1963) è uno scenografo, regista e lighting designer italiano.

## Biografia
Enrico Bagnoli lavora a partire dagli anni 80 come scenografo, lighting designer e regista per oltre duecento spettacoli..
Ha collaborato con il regista Thierry Salmon pour tutti i suoi spettacoli. Ha lavorato negli anni 90 con Sosta Palmizi, Raoul Ruiz, Elio De Capitani, Ferdinando Bruni, Amos Gitai, Andrea de Rosa. In Belgio ha lavorato Con Luk Perceval. A partire dagli anni 90, ha iniziato una stretta collaborazione con Guy Cassiers. A partire da questo momento, ha collaborato a quasi tutte le creazioni del regista di Anversa. Con Sidi Larbi Cherkaoui, ha collaborato a A History of the world in 10,5 chapters(2007) e Origine (2008).
Enrico Bagnoli ha contribuito alla concezione e alla realizzazione di un sistema di illuminazione per 11 ponti di Chicago, (1999), per l'aeroporto di Los Angeles (2000), e per il monumento dell'indipendenza del Turkménistan (2000). Nel 2004 la ville de Bruxelles lo incarica di realizzare una nuova versione del "Son et Lumières" della Grand Place. Nel 2008, la città di Gand lo incarica di elaborare un progetto per il Festival des Lumières che si tiene a Gand a partire dal 2011.
In collaborazione con Marianne Pousseur è regista, scenografo e light designer per i seguenti spettacoli: Dialogue entre l'huître et l'autruche (1991); L'air frais des jardins publics (1993); Songbooks di John Cage (1996); Le Chant des Ténèbres, a partire dalle canzoni di Brecht/Eisler, (1998); Histoire de Babar di Francis Poulenc (2000); L'enfant et les sortilèges di Maurice Ravel, (2001); Peer Gynt di H.Ibsen, musique de E.Grieg (2004); Magic Box da "Children's corner" e "La boite à joujoux" di Claude Debussy (2005); Ismene opera per voce sola dal testo di Yiannis Ritsos, con musica originale di Georges Aperghis (2008); Fedra, opera per voce sola dal testo di Yiannis Ritsos (2013); Ajax (2015),opera per voce sola dal testo di Yiannis Ritsos; I Was Looking at the Ceiling and then I Saw the Sky (2018) Opera di John Adams, Madrigali dialogue avec la Lumière, spettacolo musicale tratto dai Madrigali di Monteverdi (2022)
Tra il 2010 e il 2013, crea le scene e le luci di una nuova produzione di « Der Ring des Nibelungen » di Richard Wagner al Teatro alla Scala di Milano e alla Staatsoper di Berlino, con la regia di Guy Cassiers e la direzione musicale di Daniel Barenboim. Questo spettacolo ha ricevuto il premio Abbiati per le scene e le luci nel 2014.
Nel 2024 è uscito il suo libro "Dialogo con la Luce" che riassume quarant'anni di esperienza nel mondo del Teatro e dell'Opera

## Premi e riconoscimenti
Per Ismene, Enrico Bagnoli ha ricevuto il Premio della critica belga nel 2009.
Enrico Bagnoli ha ricevuto nel 2014 il XXXIII Premio “Franco Abbiati” dell’Associazione nazionale dei critici musicali italiani per le scene e le luci del "Der Ring des Nibelungen" di Richard Wagner (Milano, Teatro alla Scala)